# FC Société Immobiliére de Djibouti
FC Société Immobiliére de Djibouti (prescurtat S.I.D.) este o echipă de club din Djibouti, câștigătoare a două campionate djiboutiene de fotbal (în 2006 și 2008) și a unei Cupe a Djiboutiului (în 2007).